# Борисівка (Польща)
Борисівка (Борисувка, пол. Borysówka) — село в Польщі, у гміні Гайнівка Гайнівського повіту Підляського воєводства. Населення — 138 осіб (2011). Розташоване на українсько-білоруській етнічній межі.

## Історія
Вперше згадується в XVIII столітті.

## Демографія
Демографічна структура станом на 31 березня 2011 року:
|          | Загалом | Допрацездатний вік | Працездатний вік | Постпрацездатний вік |
| -------- | ------- | ------------------ | ---------------- | -------------------- |
| Чоловіки | 71      | 14                 | 47               | 10                   |
| Жінки    | 67      | 15                 | 31               | 21                   |
| Разом    | 138     | 29                 | 78               | 31                   |